# Cupiennius remedius
Cupiennius remedius är en spindelart som beskrevs av Barth och Cordes 1998. Cupiennius remedius ingår i släktet Cupiennius och familjen Ctenidae.
Artens utbredningsområde är Guatemala. Inga underarter finns listade i Catalogue of Life.